# Karl-Richard Frey
Karl-Richard Frey (ur. 11 lipca 1991) – niemiecki judoka. Olimpijczyk z Rio De Janeiro 2016, gdzie zajął piąte miejsce w wadze półciężkiej.
Wicemistrz świata w 2015; trzeci w 2014; uczestnik zawodów w 2018 i 2019. Startował w Pucharze Świata w 2011 i 2013. Piąty na mistrzostwach Europy w 2014. Siódmy na igrzyskach europejskich w 2015 roku.

## Letnie Igrzyska Olimpijskie 2016
| Konkurencja | Rundy eliminacyjne       | Rundy eliminacyjne    | Rundy eliminacyjne      | Repasaże                | Finały                | Klas. końcowa |
| Konkurencja | 1/32                     | 1/16                  | 1/4                     | Przeciwnik I            | O 3. miejsce          | Miejsce       |
| ----------- | ------------------------ | --------------------- | ----------------------- | ----------------------- | --------------------- | ------------- |
| 100 kg      | Miklós Cirjenics (HUN) Z | Yan Naing Soe (MYA) Z | Artem Błoszenko (UKR) P | Ramadan Darwish (EGY) Z | Cyrille Maret (FRA) P | 5.            |